# LeRoi Moore

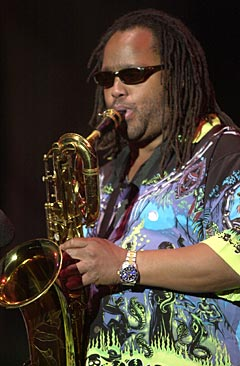
LeRoi Moore

LeRoi Moore (ur. 7 września 1961 w Durham, zm. 19 sierpnia 2008 w Los Angeles) – amerykański saksofonista Dave Matthews Band. 
Grał na saksofonach basowych, barytonowych, tenorowych, altowych i sopranowych oraz na flecie, klarnecie basowym i drewnianym penny whistle.
Instrumentarium Moore'a obejmuje saksofon basowy Buescher, saksofony barytonowe Selmer Mark VI i Yamaha, dwa saksofony tenorowe two Selmer Mark VI, dwa saksofony altowe Selmer Mark VI i dwa sopranowe: Yamaha i Selmer Super-80 Series 3.
Oprócz gry w Dave Matthews Band, Moore pojawił się na albumie Code Magenta, a także na In November Sunlight autorstwa Soko.
30 czerwca 2008 roku LeRoi Moore uległ wypadkowi podczas jazdy quadem w okolicach Charlottesville. Saksofonista trafił do szpitala University of Virginia Health System w stanie ciężkim. Z komunikatów o stanie zdrowia LeRoia Moore'a umieszczanych na oficjalnej stronie Dave Matthews Band wynikało, iż po początkowej poprawie stanu zdrowia nastąpiły komplikacje, w wyniku których muzyk zmarł.

## Sprzęt
- Saksofon sopranowy, altowy i tenorowy model Selmer Mark VI
- Saksofon altowy i tenorowy model Selmer Super Balanced Action
- Saksofon Basowy model Buescher Copper Plated
- Borgani Custom Soprano
- Flet Muramatsu Solid Silver
- Flet Abell Wood
- Gwizdki Abell Penny
- Stroiki Rico Jazz Select
- Regulator Mocy Furman PL-Plus
- Tuner Peterson R450 Strobe
- TC Electronic M5000
- Eventide 4500 Ultra-Harmonizer
- Eventide 7500 Ultra-Harmonizer